# Ropalidia zonata
Ropalidia zonata är en getingart som först beskrevs av Cameron.  Ropalidia zonata ingår i släktet Ropalidia och familjen getingar. Inga underarter finns listade i Catalogue of Life.